# Umatilla County
Umatilla County ist ein County im Bundesstaat Oregon der Vereinigten Staaten von Amerika. Das U.S. Census Bureau hat bei der Volkszählung 2020 eine Einwohnerzahl von 80.075 ermittelt. Der Sitz der Countyverwaltung (County Seat) befindet sich in Pendleton.

## Geographie
Das County hat eine Fläche von 8369 Quadratkilometern; davon sind 41 Quadratkilometer (0,49 Prozent) Wasserfläche.

## Geschichte
Das County wurde am 27. September 1862 gegründet und nach dem Volk der Umatilla benannt.
42 Bauwerke und Stätten des Countys sind im National Register of Historic Places (NRHP) eingetragen (Stand 18. Juli 2018).

## Demografische Daten

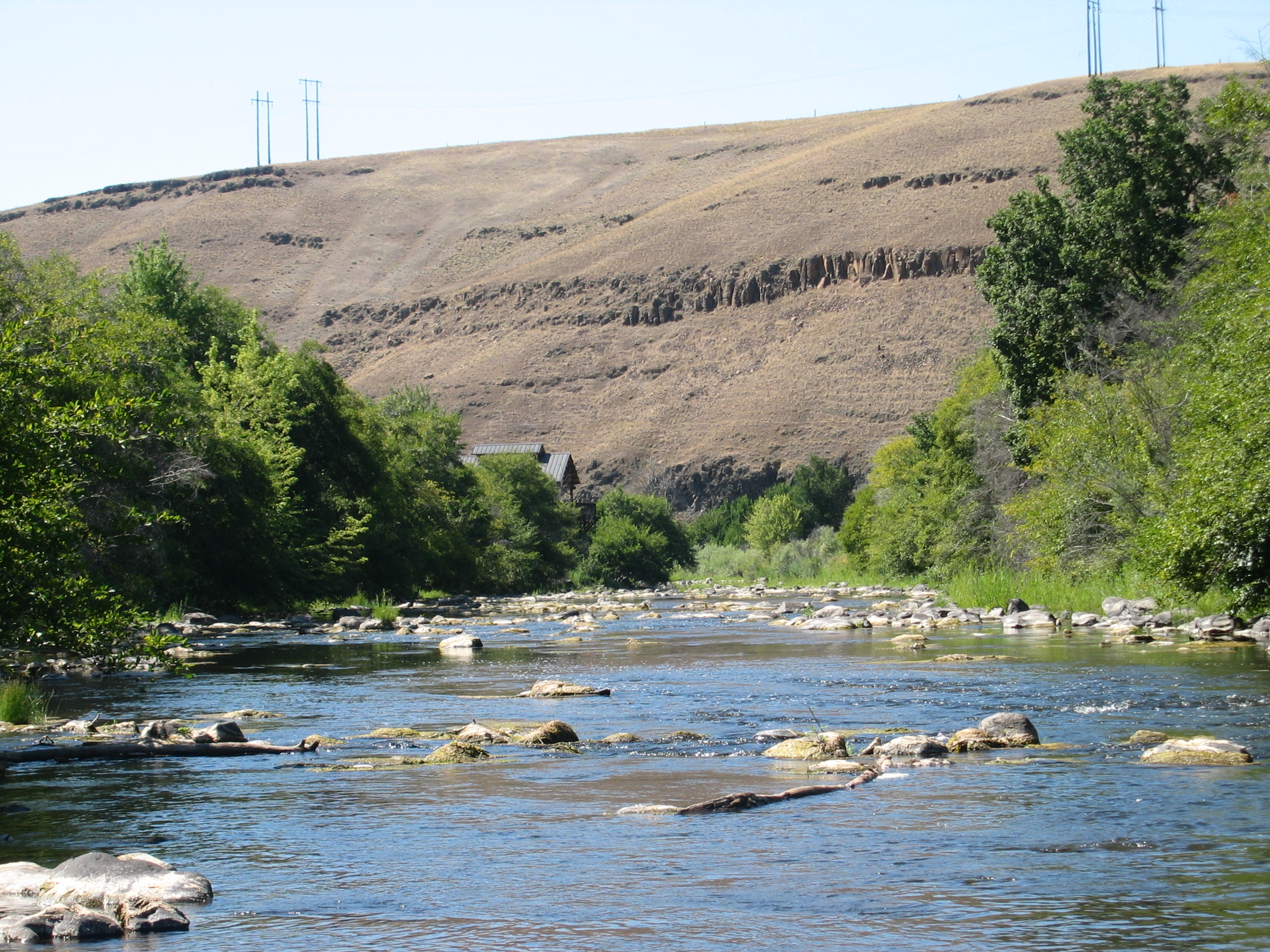
Der Umatilla River

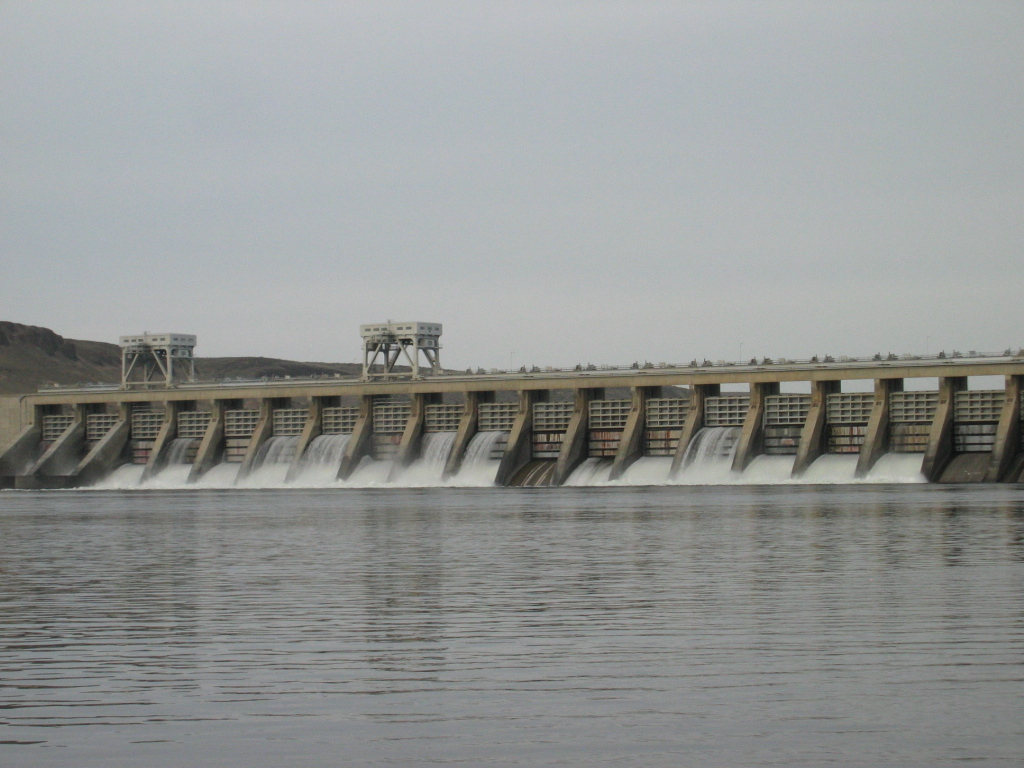
Der McNary Dam

Nach der Volkszählung im Jahr 2000 lebten im County 70.548 Menschen. Es gab 25.195 Haushalte und 17.838 Familien. Die Bevölkerungsdichte betrug 8 Einwohner pro Quadratkilometer. Ethnisch betrachtet setzte sich die Bevölkerung zusammen aus 82,00 % Weißen, 0,82 % Afroamerikanern, 3,37 % amerikanischen Ureinwohnern, 0,75 % Asiaten, 0,18 % Bewohnern aus dem pazifischen Inselraum und 10,67 % Prozent aus anderen ethnischen Gruppen; 2,21 % stammten von zwei oder mehr ethnischen Gruppen ab. 16,11 % der Bevölkerung waren spanischer oder lateinamerikanischer Abstammung.
Von den 25.195 Haushalten hatten 35,00 % Kinder und Jugendliche unter 18 Jahre, die bei ihnen lebten. 55,10 % waren verheiratete, zusammenlebende Paare, 10,60 % waren allein erziehende Mütter. 29,20 % waren keine Familien. 23,70 % waren Singlehaushalte und in 9,70 % lebten Menschen im Alter von 65 Jahren oder darüber. Die Durchschnittshaushaltsgröße betrug 2,67 und die durchschnittliche Familiengröße lag bei 3,14 Personen.
Auf das gesamte County bezogen setzte sich die Bevölkerung zusammen aus 27,80 % Einwohnern unter 18 Jahren, 9,40 % zwischen 18 und 24 Jahren, 28,30 % zwischen 25 und 44 Jahren, 22,20 % zwischen 45 und 64 Jahren und 12,30 % waren 65 Jahre alt oder darüber. Das Durchschnittsalter betrug 35 Jahre. Auf 100 weibliche Personen kamen 104,80 männliche Personen, auf 100 Frauen im Alter ab 18 Jahren kamen statistisch 104,70 Männer.

Das jährliche Durchschnittseinkommen eines Haushalts betrug 36.249 USD, das Durchschnittseinkommen der Familien betrug 41.850 USD. Männer hatten ein Durchschnittseinkommen von 31.479 USD, Frauen 22.325 USD. Das Prokopfeinkommen betrug 16.410 USD. 12,70 % der Bevölkerung und 9,80 % der Familien lebten unterhalb der Armutsgrenze. 16,20 % davon waren unter 18 Jahre und 8,70 % waren 65 Jahre oder älter.